# 1858 ve fotografii

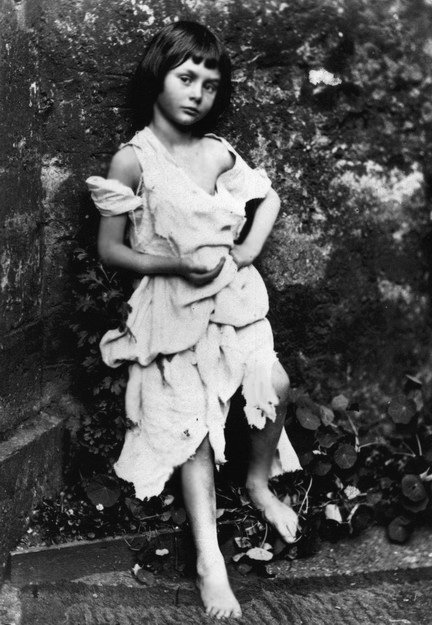
Lewis Carroll: Alice Liddell jako malá žebračka

Tento článek obsahuje významné fotografické události v roce 1858.

## Události

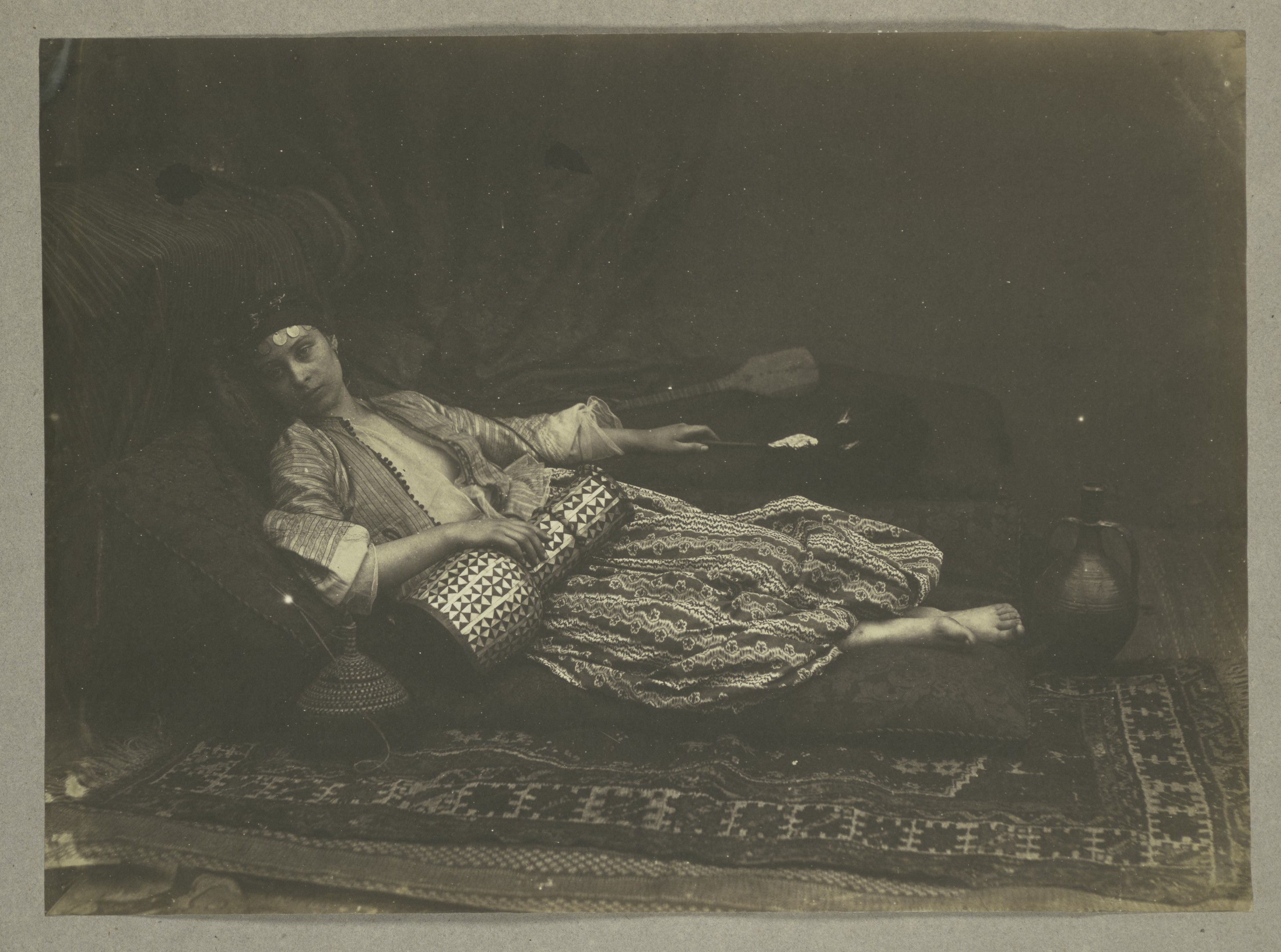
Anglický fotograf Roger Fenton pořídil snímek Ležící odaliska

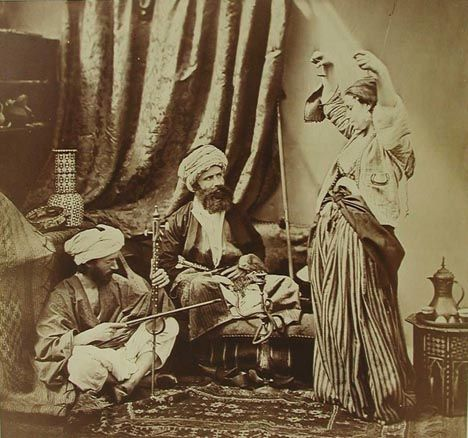
Roger Fenton: Paša a bajadéra

- Vzduchoplavec a fotograf Nadar pořídil po prvních pokusech ve Francii první fotografie z balónu.[1] Začala se psát historie fotografie ze vzduchu.

- 28. září – britský fotograf William Usherwood byl první, kdo pořídil fotografii komety. Následující noc americký astronom William Cranch Bond také vyfotografoval kometu Donati.

- Anglický fotograf Robert Jefferson Bingham vytvořil první fotografický katalog raisonné, zachycující díla francouzského malíře Paula Delarocheho (Oeuvre de Paul Delaroche, reproduit en photographie par Bingham, accompagné d'une notice sur la vie et les oeuvres de Paul Delaroche), nakladatelství Goupil & Cie v Paříži.[2]

- Lewis Carroll pořídil fotografii Alice Liddellová jako malá žebračka.

- Anglický fotograf Roger Fenton pořídil snímky Ležící odaliska a Paša a bajadéra

## Narození v roce 1858
- 6. ledna – Paul Marsan dit Dornac, francouzský fotograf († 10. ledna 1941)
- 10. ledna – Heinrich Zille, nizozemský karikaturista, ilustrátor a fotograf († 9. srpna 1929)
- 2. dubna – Adolphe Zimmermans, nizozemský dvorní fotograf († 2. července 1922)
- 16. dubna – Karel Maloch, český fotograf († 1933)
- 23. dubna – Gustaaf Oosterhuis, nizozemský fotograf († 3. srpna 1938)
- 5. května – Sarah Choate Sears, americká malířka a fotografka († 25. září 1935)
- 14. května – Mary Electa Allenová americká fotografka († 18. února 1941)
- 12. června – Henry Scott Tuke, britský malíř a fotograf († 13. března 1929)
- 18. června – Frédéric Boissonnas, švýcarský fotograf († 17. října 1946)
- 21. srpna – Maxim Petrovič Dmitrijev, ruský fotograf († ? 1948)
- 21. srpna – Inger Barthová, norská fotografka, provozovala ateliéry v Hamaru a Lillehammeru († 3. května 1952)
- 26. září – Joaquim Morelló i Nart, španělský fotograf († 15. dubna 1926)
- 20. října – Hélène Edlund, švédská fotografka († 30. června 1941)
- 18. listopadu – Paul Sescau, francouzský fotograf, přítel Henriho de Toulouse-Lautreca († 1. května 1926)
- 26. listopadu – Albert Londe, francouzský fotograf († ? 1917)
- 18. prosince – Hulda Marie Bentzen, norská fotografka († 16. října 1937)
- ? – Lars Larsson, švédský fotograf a dvorní fotograf († 1932)
- ? – William Gullick, australský vydavatel a fotograf († 1922)
- ? – James Booker Blakemore Wellington, anglický fotograf a vynálezce († 1939)
- ? – Kristo Shuli, albánský spisovatel a fotograf († 1938)
- ? – Louisa Bernie Gallaherová, americká vědecká fotografka pracující pro Smithsonian United States National Museum (dnes Smithsonův institut) († 1917)
- ? – Fjodor Gadajev, ruský fotograf, majitel dvou fotoateliérů, fotografoval krajinu Kavkazu († 1896)
- ? – Herzekiah Andrew Shanu, nigerijský fotograf uznávaný za svou účast v kampani proti zneužívání ve svobodném státě Kongo (†  červenec 1905)
- ? – Jacques-Ernest Bulloz, fotograf († ?)
- ? – Alphonse de Nussac, fotograf († ?)

## Úmrtí v roce 1858
- 30. března – Marie Kinnberg, průkopnická švédská fotografka a malířka (* 1806)
- 11. listopadu – Hugh Lee Pattinson, anglický průmyslový chemik a průkopník fotografie, autor prvního kanadského snímku (* 25. prosince 1796)
- 2. prosince – Robert Howlett, britský fotograf (* 3. července 1831)
- ? – Charles-Isidore Choiselat, francouzský fotograf